# Star Trek temporada 1
La primera temporada de la sèrie de televisió de ciència-ficció estatunidenca Star Trek, creada originalment per Gene Roddenberry, es va estrenar a NBC el 8 de setembre de 1966 , i va concloure el 13 d'abril de 1967. La temporada va debutar al Canadà a CTV dos dies abans de l'estrena als Estats Units, el 6 de setembre de 1966. Constava de 29 episodis, que és el nombre més alt d'episodis en una temporada per a la sèrie original de Star Trek. Compta amb William Shatner com a Capità James Tiberius Kirk, Leonard Nimoy com a Spock i DeForest Kelley com a Leonard McCoy.

## Historial d'emissions
La temporada es va emetre originalment els dijous a les 20:30 (ET) a la NBC.

## Repartiment
- William Shatner com a capità James Tiberius Kirk: oficial al comandament de l'USS Enterprise
- Leonard Nimoy com a Comandant Spock: l'oficial científic mig humà/meitat-vulcanià de la nau i primer/executiu (és a dir, el segon en el comandament)
- DeForest Kelley com a tinent comandant Dr. Leonard "Bones" McCoy: oficial mèdic en cap i tercer oficial del vaixell
- James Doohan com a Tinent Comandant Montgomery "Scotty" Scott: l'enginyer en cap i segon oficial de l’Enterprise (és a dir, tercer en comandament)
- Nichelle Nichols com a tinent Nyota Uhura: l'oficial de comunicacions del vaixell
- George Takei com el tinent Hikaru Sulu: el timoner del vaixell
- Majel Barrett com a infermera Christine Chapel: la cap d'infermera del vaixell (Barrett, que va interpretar al primer oficial del vaixell, Número U, a "La gàbia"). també va donar veu a l'ordinador del vaixell.)
- Grace Lee Whitney com a Janice Rand: la contramestre del capità

## Doblatge al català
La sèrie va ser doblada al català pels estudis Tecni-3 (primera part) i Diálogo (segona part) i emesa a TV3 l’any 1989.
| Personatge                | Actor/actriu      | Veu en català                      |
| ------------------------- | ----------------- | ---------------------------------- |
| James T. Kirk             | William Shatner   | Jordi Boixaderas                   |
| Spock                     | Leonard Nimoy     | Isidre Sola i Llop                 |
| Leonard McCoy             | DeForest Kelley   | Eduard Lluís Muntada               |
| Montgomery Scott 'Scotty' | James Doohan      | Joan Carles Gustems Domènec Farell |
| Nyota Uhura               | Nichelle Nichols  | Glòria Roig Azucena Díaz           |
| Hikaru Sulu               | George Takei      | Jaume Nadal Enric Cusí             |
| Christine Chapel          | Majel Barrett     | Ana Maria Mauri Rosa Gavin         |
| Janice Rand               | Grace Lee Whitney | Mercè Arànega                      |

## Episodis
La taula següent enumera els episodis per ordre de la seva data d'emissió original de la NBC, que de vegades difereix de l'ordre de rodatge i producció.
| Núm. total | Núm. de la temporada | Títol                                                                | Direcció                  | Guió                                                                               | Data d'emissió original                      | Codi de prod. | Llars EUA (en milions) |
| --- | -------------------- | -------------------------------------------------------------------- | ------------------------- | ---------------------------------------------------------------------------------- | -------------------------------------------- | ------------- | ---------------------- |
| 1 | 1                    | «El parany home The Man Trap»                                        | Marc Daniels              | George Clayton Johnson                                                             | 8 de setembre de 1966                        | 06            | 11.36                  |
| L’Enterprise visita el planeta M-113 per a les revisions mèdiques rutinàries de l'equip arqueològic del marit i la dona estacionats allí, però la dona ha estat substituïda per una criatura que canvia de forma, obligada a sobreviure extreint la sal dels cossos dels membres de la tripulació, matant-los. |                      |                                                                      |                           |                                                                                    |                                              |               |                        |
| 2 | 2                    | «Charlie X»                                                          | Lawrence Dobkin           | Història de : Gene Roddenberry Guió de : D. C. Fontana                             | 15 de setembre de 1966                       | 08            | 10.10                  |
| L’Enterprise recull Charlie Evans, un noi inestable de 17 anys, que va passar 14 anys sol en un planeta desert i no té l'entrenament i la moderació per manejar els seus poders mentals sobrehumans amb prudència. Aquest episodi serveix com a història de fons de la minisèrie no oficial Star Trek: Of Gods and Men. |                      |                                                                      |                           |                                                                                    |                                              |               |                        |
| 3 | 3                    | «On no ha anat mai cap home Where No Man Has Gone Before»            | James Goldstone           | Samuel A. Peeples                                                                  | 22 de setembre de 1966                       | 02b           | 10.38                  |
| Després que l’Enterprise intenti creuar la Gran Barrera a la vora de la galàxia, els membres de la tripulació Gary Mitchell i Elizabeth Dehner desenvolupen poders psíquics "de Déu", que amenacen la seguretat del tripulació. |                      |                                                                      |                           |                                                                                    |                                              |               |                        |
| 4 | 4                    | «El temps despullat The Naked Time»                                  | Marc Daniels              | John D. F. Black                                                                   | 29 de setembre de 1966                       | 07            | 10.05                  |
| Una infecció estranya i embriagadora, que redueix les inhibicions emocionals de la tripulació, s'estén per l'Enterprise. A mesura que la bogeria s'estén, tota la nay està en perill. |                      |                                                                      |                           |                                                                                    |                                              |               |                        |
| 5 | 5                    | «L'enemic interior The Enemy Within»                                 | Leo Penn                  | Richard Matheson                                                                   | 6 d'octubre de 1966                          | 05            | 9.06                   |
| Mentre s'enlaira des del planeta Alpha 177, un accident de transport divideix el capità Kirk en dos éssers: un "bo", que és feble i indecis, i un "malvat", que és massa agressiu i dominant. |                      |                                                                      |                           |                                                                                    |                                              |               |                        |
| 6 | 6                    | «Les dones d'en Mudd Mudd's Women»                                   | Harvey Hart               | Història de : Gene Roddenberry Guió de : Stephen Kandel                            | 13 d'octubre de 1966                         | 04            | 9.83                   |
| L’Enterprise ersegueix una nau i rescata els seus ocupants; Harry Mudd, un estafador interestel·lar, està transportant tres dones misteriosament belles per convertir-se en les dones dels miners de diliti. |                      |                                                                      |                           |                                                                                    |                                              |               |                        |
| 7 | 7                    | «De què són fetes les nenes petites? What Are Little Girls Made Of?» | James Goldstone           | Robert Bloch                                                                       | 20 d'octubre de 1966                         | 10            | 9.39                   |
| A la recerca del promès de l’infermera Chapel, el reconegut exobiòleg Roger Korby, l'Enterprise visita el planeta gelat Exo III, on Korby ha descobert una antiga màquina que permet que dupliqui qualsevol persona viva amb un substitut d'android. Korby planeja utilitzar la màquina per difondre androides controlats per la Federació, i substitueix el capità Kirk amb un duplicat com aquest en un esforç per fer-se càrrec de l’Enterprise. |                      |                                                                      |                           |                                                                                    |                                              |               |                        |
| 8 | 8                    | «Miri»                                                               | Vincent McEveety          | Adrian Spies                                                                       | 27 d'octubre de 1966                         | 12            | 8.95                   |
| Després de descobrir el que sembla ser un duplicat del planeta Terra, el capità Kirk i el seu equip de sortida troben una població devastada per una malaltia estranya, a la qual només els nens semblen haver sobreviscut. |                      |                                                                      |                           |                                                                                    |                                              |               |                        |
| 9 | 9                    | «La daga de la ment Dagger of the Mind»                              | Vincent McEveety          | Shimon Wincelberg                                                                  | 3 de novembre de 1966                        | 11            | 9.94                   |
| Mentre l'Enterprise està en una missió de reabastament a una colònia de rehabilitació per a persones boges criminals, un antic metge —ara boig— es cola a bord del vaixell. En arribar al planeta, Kirk i una dona descobreixen que el metge en cap ha estat utilitzant un dispositiu que destrueix la ment humana. Spock fa una fusió mental per primera vegada en aquest episodi. |                      |                                                                      |                           |                                                                                    |                                              |               |                        |
| 10 | 10                   | «El truc de la corbomita The Corbomite Maneuver»                     | Joseph Sargent            | Jerry Sohl                                                                         | 10 de novembre de 1966                       | 03            | 9.55                   |
| L’Enterprise està amenaçada per una gegantina nau alienígena el comandant de la qual condemna la tripulació a mort. La nau alienígena sembla totpoderosa, i el comandant alienígena rebutja tots els intents de negociació, obligant a Kirk a utilitzar una estratègia poc ortodoxa per salvar la nau. |                      |                                                                      |                           |                                                                                    |                                              |               |                        |
| 1112 | 1112                 | «El zoo The Menagerie»                                               | Marc DanielsRobert Butler | Gene Roddenberry                                                                   | 17 de novembre de 196624 de novembre de 1966 | 16            |                        |
| Part I: Spock segresta l'Enterprise per portar el seu antic capità paralitzat, Christopher Pike, al món prohibit dels Talos IV. A continuació, demana una cort marcial, on utilitza els esdeveniments de "La gàbia" per explicar la història de la captivitat de Pike al planeta anys abans.Part II: Després de presenciar les capacitats d'il·lusió mental dels Talosians, en Kirk s'adona que Spock té la intenció de tornar Pike al planeta per viure una vida d'il·lusió, lliure de la seva condició de paralític. |                      |                                                                      |                           |                                                                                    |                                              |               |                        |
| 13 | 13                   | «La consciència del rei The Conscience of the King»                  | Gerd Oswald               | Barry Trivers                                                                      | 8 de desembre de 1966                        | 13            | 8.62                   |
| Mentre visita un vell amic, en Kirk sospita que un actor shakespearià pot ser l'antic governador assassí de Tars IV, on Kirk va créixer. Kirk convida la companyia d'actuació a bord de l'Enterprise a investigar, però aviat es fan intents d'assassinat contra Kirk i un altre tripulant, que va ser testimoni ocular dels assassinats. |                      |                                                                      |                           |                                                                                    |                                              |               |                        |
| 14 | 14                   | «L'equilibri del terror Balance of terror»                           | Vincent McEveety          | Paul Schneider                                                                     | 15 de desembre de 1966                       | 09            | 8.51                   |
| Mentre investiga una sèrie de llocs avançats destruïts, l'Enterprise descobreix un vaixell romulà solitari amb un dispositiu d'encobriment. Es revela que els romulans, que mai han estat vists pels humans, s'assemblen visualment a vulcanians, posant en dubte la lleialtat del Sr. Spock, ja que les dues naus s'enclouen en una batalla espacial jugant al gat i la rata. |                      |                                                                      |                           |                                                                                    |                                              |               |                        |
| 15 | 15                   | «Permís a terra Shore Leave»                                         | Robert Sparr              | Theodore Sturgeon                                                                  | 29 de desembre de 1966                       | 17            | 10.10                  |
| El capità Kirk ordena un permís a terra per a la tripulació de l’Enterprise en un planeta aparentment deshabitat al sistema del Delta d'Omicron. Els grups de desembarcament comencen a veure vistes estranyes, com ara un Conill Blanc a la "Alícia al País de les Meravelles", Don Juan i un samurai amb espasa. A més, Kirk veu (i lluita) amb una imatge de Finnegan, un rival dels seus dies a l'Acadèmia de la Flota Estelar. Spock descobreix que el planeta sembla extreure una gran quantitat d'energia dels motors de la nau, posant l'Enterprise en perill. |                      |                                                                      |                           |                                                                                    |                                              |               |                        |
| 16 | 16                   | «El Galileu Set The Galileo Seven»                                   | Robert Gist               | Història de : Oliver Crawford Guió de : Oliver Crawford i Shimon Wincelberg        | 5 de gener de 1967                           | 14            | 8.89                   |
| Spock i un grup científic són enviats per estudiar el quasar Murasaki 312 a bord de la llançadora Galileu. Durant l'estudi, el Galileu es veu obligat a fer un aterratge d'emergència al planeta Taurus II, on la tripulació lluita contra els perillosos habitants del planeta. Quan la tripulació comença a fer reparacions, Scotty determina que la llançadora no té prou combustible per arribar a l'òrbita amb els set passatgers, i Spock ha de contemplar deixar enrere alguns dels seus companys de tripulació. |                      |                                                                      |                           |                                                                                    |                                              |               |                        |
| 17 | 17                   | «El senyor de Gothos The Squire of Gothos»                           | Don McDougall             | Paul Schneider                                                                     | 12 de gener de 1967                          | 18            | 10.89                  |
| L’Enterprise descobreix un planeta interestel·lar a la deriva per l'espai, habitat per un excèntric anomenat Trelane, que fa servir el seu poder aparentment il·limitat sobre la matèria i la utilitza per manipular la tripulació. |                      |                                                                      |                           |                                                                                    |                                              |               |                        |
| 18 | 18                   | «L'arena Arena»                                                      | Joseph Pevney             | Història de : Fredric Brown Guió de : Gene L. Coon                                 | 19 de gener de 1967                          | 19            | 10.54                  |
| L’Enterprise és atacada per extraterrestres desconeguts mentre investiga la gairebé destrucció de la colònia Cestus III. Mentre persegueixen els extraterrestres cap a l'espai inexplorat, ambdues naus són capturades pels poderosos Metrons, que obliguen a Kirk i al capità alienígena (més tard identificat com a membre de la raça Gorn) a provar-se en combat; el vaixell del guanyador serà alliberat, mentre que el vaixell del perdedor serà destruït. |                      |                                                                      |                           |                                                                                    |                                              |               |                        |
| 19 | 19                   | «Demà és avui Tomorrow Is Yesterday»                                 | Michael O'Herlihy         | D. C. Fontana                                                                      | 26 de gener de 1967                          | 21            | 10.98                  |
| Després de viatjar accidentalment en el temps fins al 1969, l'Enterprise rescata al capità de la USAF John Christopher del seu avió de caça paralitzat. La tripulació lluita per tornar al seu propi temps, alhora que retorna Christopher a la Força Aèria, eliminant el seu coneixement del futur i tots els registres de contacte amb l’Enterprise. |                      |                                                                      |                           |                                                                                    |                                              |               |                        |
| 20 | 20                   | «Consell de guerra Court Martial»                                    | Marc Daniels              | Història de : Don M. Mankiewicz Guió de : Don M. Mankiewicz i Steven W. Carabatsos | 2 de febrer de 1967                          | 15            | 10.05                  |
| El capità Kirk és jutjat per negligència després de la mort d'un tripulant durant una forta tempesta d'ions. Kirk sosté que les seves accions van ser correctes i que no haurien d'haver conduït a la mort de l'oficial, però les proves contra ell semblen evidents. |                      |                                                                      |                           |                                                                                    |                                              |               |                        |
| 21 | 21                   | «El retorn dels Arcans The Return of the Archons»                    | Joseph Pevney             | Història de : Gene Roddenberry Guió de : Boris Sobelman                            | 9 de febrer de 1967                          | 22            | 10.93                  |
| L’Enterprise descobreix una població planetària controlada per un poderós ésser anomenat Landru. Mentre investiguen, el capità Kirk i el seu equip de desembarcament són presos, i descobreixen que la tripulació de l’Enterprise serà la següent a ser "absorbida" pel control de Landru. |                      |                                                                      |                           |                                                                                    |                                              |               |                        |
| 22 | 22                   | «Llavor espacial Space Seed»                                         | Marc Daniels              | Història de : Carey Wilber Guió de : Gene L. Coon i Carey Wilber                   | 16 de febrer de 1967                         | 24            | 9.94                   |
| L’Enterprise descobreix una antiga nau dormitori, la SS Botany Bay, que va escapar de la Guerres eugenètiques a finals del segle xx. Els passatgers genèticament modificats, liderats pel criminal de guerra Khan Noonien Singh, prenen el control de l'Enterprise i intenten destruir el vaixell. (Aquest episodi serveix com a història de fons de la segona pel·lícula de Star Trek.) |                      |                                                                      |                           |                                                                                    |                                              |               |                        |
| 23 | 23                   | «El conflicte final A Taste of Armageddon»                           | Joseph Pevney             | Història de : Robert Hamner Guió de : Robert Hamner i Gene L. Coon                 | 23 de febrer de 1967                         | 23            | 10.98                  |
| A Eminiar VII, l’ Enterprise troba una civilització en guerra amb el seu veí planetari. Incapaç de discernir cap signe de batalla des de l'òrbita, el capità Kirk condueix un grup d'aterratge a la superfície, on descobreix que tota la guerra es lliura per ordinador. Tot i que la guerra se simula, els ciutadans que figuren com a víctimes virtuals encara s'informen a les cabines de terminació per ser assassinats de veritat. Després que l'Enterprise sigui destruïda en una simulació d'atac, Kirk ha de lluitar per evitar la mort de la seva tripulació. |                      |                                                                      |                           |                                                                                    |                                              |               |                        |
| 24 | 24                   | «A aquest costat del Paradís This Side of Paradise»                  | Ralph Senensky            | Història de : Jerry Sohl i D. C. Fontana Guió de : D. C. Fontana                   | 2 de març de 1967                            | 25            | 10.10                  |
| Malgrat l'exposició a la radiació mortal, la colònia de la Federació a Omicron Ceti III sembla prosperar. Un grup de desembarcament de les investigacions de l'Enterprise, que va trobar que la població de la colònia estava sana més enllà de qualsevol explicació. Leila Kalomi, una vella amiga del Sr. Spock, mostra al grup de desembarcament estranyes flors que semblen imposar un estat de felicitat pura i salut perfecta a tots els exposats a les seves esporas (fins i tot Spock), però a costa d’ambició i autodisciplina. |                      |                                                                      |                           |                                                                                    |                                              |               |                        |
| 25 | 25                   | «Un monstre amagat The Devil in the Dark»                            | Joseph Pevney             | Gene L. Coon                                                                       | 9 de març de 1967                            | 26            | 10.38                  |
| Enviada a la colònia minera a Janus VI, l' Enterprise ha d'investigar els rumors d'una estranya criatura subterrània responsable de la destrucció d'equips i la mort de 50 miners. Kirk i Spock descobreixen una forma de vida basada en silici, un Horta, que viu a la roca circumdant. Després que Kirk i Spock troben l'estranya criatura, Spock fa una fusió mental, descobrint el motiu dels atacs de l'Horta. |                      |                                                                      |                           |                                                                                    |                                              |               |                        |
| 26 | 26                   | «Els salvadors, salvats Errand of Mercy»                             | John Newland              | Gene L. Coon                                                                       | 23 de març de 1967                           | 27            | 9.50                   |
| Les negociacions de pau s'han col·lapsat entre la Federació i el guerrer Imperi Klíngon. L' Enterprise rep l'ordre de protegir Organia, un planeta pacífic situat a prop de la frontera klingon. Kirk i Spock baixen a la superfície per advertir als organians sobre els klíngons, però aviat arriba una flota klíngon, que obliga l' Enterprise a abandonar el duet al planeta. Els nadius protegeixen Kirk i Spock, fins i tot quan Kor, el nou governador klíngon, ordena execucions massives del poble organià. A mesura que les flotes de la Federació i els klingons convergeixen per sobre del planeta, Kirk i Spock executen una incursió atrevida a la seu dels klíngons en un esforç per desestabilitzar el seu control sobre el planeta.                                                                                          |                      |                                                                      |                           |                                                                                    |                                              |               |                        |
| 27 | 27                   | «El factor alternatiu The Alternative Factor»                        | Gerd Oswald               | Don Ingalls                                                                        | 30 de març de 1967                           | 20            | 9.33                   |
| Mentre orbita un planeta aparentment mort, l' Enterprise sembla experimentar un estrany moment d’ "inexistència". El capità Kirk descobreix un home anomenat Lazarus al planeta de sota, que afirma que l'efecte va ser causat pel seu "enemic", que més tard es va revelar que era una versió boja de Lazarus d'una dimensió alternativa. La versió assenyada de Lazarus demana l'ajuda de Kirk per derrotar al seu homòleg. |                      |                                                                      |                           |                                                                                    |                                              |               |                        |
| 28 | 28                   | «La ciutat a la frontera del futur The City on the Edge of Forever»  | Joseph Pevney             | Harlan Ellison                                                                     | 6 d'abril de 1967                            | 28            | 9.39                   |
| Després d'una sobredosi accidental d'un poderós estimulant, el Dr. McCoy es desequilibra i desapareix a través del Guardà del Futur, un portal del temps recentment descobert en un planeta remot. Kirk i Spock segueixen després d'assabentar-se que McCoy d'alguna manera va canviar la història, eliminant tot el que sabien abans, inclosa l'Enterprise. En arribar a la dècada de 1930, el duet va conèixer Edith Keeler, una treballadora social de Nova York, que els dona un lloc on allotjar-se. A mesura que passen els dies i McCoy no es veu enlloc, Kirk s’enamora de Keeler, però Spock descobreix que Keeler ha de morir per restaurar la línia del temps. El 1997, TV Guide va classificar aquest episodi guanyador del "Premi Hugo" al número 92 a la seva llista dels 100 millors episodis. El 2009, va pujar al número 80. |                      |                                                                      |                           |                                                                                    |                                              |               |                        |
| 29 | 29                   | «Operació: Aniquilació Operation -- Annihilate!»                     | Herschel Daugherty        | Steven W. Carabatsos                                                               | 13 d'abril de 1967                           | 29            | 9.72                   |
| L'Enterprise arriba a Deneva -la llar del germà del capità Kirk, Sam, i la seva família- i descobreix que tot el planeta ha estat infestat amb amebes grans similars a extraterrestres que han atacat i matat bona part de la població humana. Un d'aquests alienígenes s'uneix a Spock, que s'ofereix per convertir-se en subjecte de les proves mèdiques del Dr. McCoy. McCoy i Kirk troben una cura a temps per salvar Spock i la resta de la població de Deneva. |                      |                                                                      |                           |                                                                                    |                                              |               |                        |

1. 1 2  Acreditat com a S. Bar-David
2. ↑  Acreditat com Nathan Butler

## Mitjans domèstics
A principis de 1980, Paramount Home Video va emetre una sèrie limitada de cintes VHS amb dos episodis per volum, coincidint amb l'estrena a les sales de Star Trek: La pel·lícula, amb un preu de venda de 79,99 dòlars per volum.
A partir del març de 1981, un bon grapat d'episodis de la primera temporada van debutar a CED. Amb el llançament de Star Trek 2: La còlera del Khan als cinemes el juny de 1982, Paramount Home Video va apostar per llançar l'episodi de la primera temporada "Llavor espacial" (juntament amb un grapat de títols cinematogràfics) a la venda pública per un preu reduït de 29,99 dòlars, en un moment en què els títols de cintes de vídeo normalment es venien per uns 80 dòlars. El moviment va situar l'episodi en la primera posició de vendes per a la resta de l'any (ajudant a establir el mercat minorista de "venda directa") i el 1983, quan Star Trek II va sortir a la vènda al públic per 39,95 dòlars. Un conjunt complet d'episodis de la primera temporada foren estrenats des del 1985 fins al 1989 en formats laserdisc, VHS i Betamax, normalment amb dos episodis per volum ("El zoo", Parts 1 i 2). va aparèixer l'any anterior al disc làser). Columbia House va començar a emetre volums per correu amb episodis en ordre de "data estel·lar" el 1986.
El pilot de la sèrie original, "La gàbia", es va llançar al vídeo domèstic el 1986, que consistia en imatges d'empremta de treball en blanc i negre combinades amb imatges en color de l'episodi de dues parts de la primera temporada "El zoo" amb una durada de 73 minuts. El 1988, es va trobar el metratge en color eliminat i la versió a tot color de l'episodi fou estrenada a la televisió i més tard es va publicar per primera vegada un vídeo domèstic, amb un temps d'execució més curt de 64 minuts.
A partir de l'agost de 1999, els episodis de la primera temporada es van editar en DVD, amb dos episodis per volum, completant tota la sèrie, incloses les dues versions de "La gàbia", el novembre de 1991. Una caixa de temporada completa amb noves funcions addicionals, però sense qualsevol versió del pilot va ser llançada l'agost de 2004.
La primera temporada es va publicar al format HD-DVD com a conjunt de 10 discos a finals de 2007. El conjunt incloïa la sèrie amb efectes remasteritzats en discos combinats DVD/HD-DVD híbrids, que es reprodueixen en reproductors de DVD amb definició estàndard, però també en reproductors HD-DVD adequats. El format HD-DVD es va suspendre de manera general, de manera que només es va publicar la primera temporada en HD-DVD, tot i que les dues temporades posteriors encara es van publicar com a versions de DVD remasteritzades. En comprar un reproductor d'HD-DVD i un HD-DVD Star Trek remasteritzat de la primera temporada, els compradors d'aquesta promoció especial podrien adquirir un comandament a distància amb forma de faser de la sèrie original de Star Trek. Toshiba s'havia associat amb Paramount per llançar la sèrie original en format remasteritzat, per donar suport a l’aleshores seu nou format de disc de vídeo òptic HD-DVD.
El documental Star Trek: Beyond the Final Frontier es va incloure amb la caixa de DVD HD de la primera temporada de Star Trek: The Original Series. Tanmateix, el documental es va incloure al component DVD del conjunt, no a la part HD.
La primera temporada, amb efectes remasteritzats, fou llançada en Blu-ray el 28 d'abril de 2009. El 6 de setembre de 2016, es va tornar a estrenar com a part del conjunt del 50è aniversari de Star Trek, que incloïa les tres temporades de la sèrie original, les pel·lícules del repartiment original fins a Star Trek VI i la sèrie d'animació dels anys 70 en discos òptics Blu-Ray.